# Andrij Biba

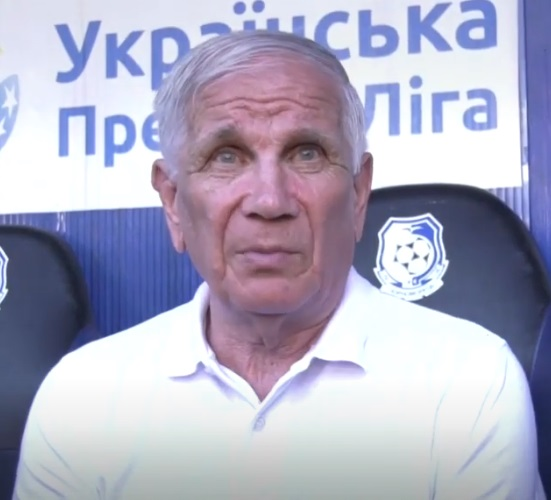
Andrij Biba, 2019

Andrij Andrijowytsch Biba  (ukrainisch Андрій Андрійович Біба; russisch Андрей Андреевич Биба ‚Andrei Andrejewitsch Biba‘; * 10. August 1937 in Kiew) ist ein ehemaliger sowjetischer Fußballspieler und Fußballtrainer.

## Karriere
Biba war von 1957 bis 1967 Stammspieler der ersten Mannschaft von Dynamo Kiew. Er gewann mit diesem Team dreimal (1961, 1966 und 1967) die sowjetische Meisterschaft und 1964 sowie 1966 auch den sowjetischen Pokal. In den 1960er Jahren galt er in der Sowjetunion als einer der besten Spieler im offensiven Mittelfeld und wurde 1966 zum sowjetischen Fußballer des Jahres gewählt.
Trotz seiner Erfolge mit Dynamo Kiew kam Biba nur zu einem Einsatz für die sowjetische Nationalmannschaft, und zwar am 4. Juli 1965 in einem Freundschaftsspiel gegen Brasilien in Moskau. Er kam darüber hinaus zu vier Einsätzen für das sowjetische Olympiateam.
Biba spielte von 1968 bis 1969 für Dnipro Dnipropetrowsk und anschließend bis 1970 für Desna Tschernihiw in der zweithöchsten sowjetischen Liga.
Nach seiner aktiven Laufbahn als Fußballer arbeitete er zunächst ab 1972 im Trainerstab von Dynamo Kiew. In späteren Jahren trainierte er mehrere unterklassige ukrainische Vereine. Seit einigen Jahren ist Biba wieder ehrenamtlich für Dynamo Kiew tätig.